# Слушка, Кшиштоф
Кшиштоф Слушка (ум. 1620) — государственный деятель Великого княжества Литовского, подсудок минский (с 1602 года), воевода венденский (1609—1620).

## Биография
Представитель литовского дворянского рода Слушков герба «Остоя». Сын старосты кричевского Николая Слушки и Эльжбеты Кунцевич. Братья — воевода трокский Александр и полковник Николай Слушки.
В течение двенадцати лет находился при дворе императора Священной Римской империи Рудольфа II Габсбурга, затем вернулся на родину. В 1602 году Кшиштоф Слушка был назначен подсудком минским, в 1609 году получил должность воеводы венденского.
Был женат на представительнице рода Завиши, имя которой не известно. Дети: Ремигиян, Николай, Рафаил и Ян.